# Der Lissabon-Krimi
Der Lissabon-Krimi war eine deutsche Fernsehkrimireihe der ARD. In der Hauptrolle ermittelt Jürgen Tarrach als portugiesischer Rechtsanwalt Eduardo Silva, zusammen mit Vidina Popov als seiner jungen Assistentin Márcia Amaya. Die Serie spielt in der portugiesischen Hauptstadt Lissabon, die erste Folge Der Tote in der Brandung wurde am 5. April 2018, die zweite Folge Alte Rechnungen, eine Woche später, am 12.   April 2018 im Ersten erstmals ausgestrahlt. 2021 wurde bekanntgegeben, dass die Reihe nicht fortgesetzt wird.

## Handlung

### Folge 1Der Tote in der Brandung
Das Leben des ehemaligen Staatsanwalts Eduardo Silva ist nach einem harten Schicksalsschlag völlig verändert. Er lebt nun bescheiden in einer kleinen, von der lebensfreudigen und herzlichen Wirtin Beatriz Oliveira geführten Pension. An den kleinen Außentischen der Pension arbeitet er nun als kleiner Pflichtverteidiger. Aus einer Gefälligkeit und sehr widerwillig nimmt er die junge Márcia Amaya zur Assistentin. Sie ist frischgebackene Juristin mit jahrgangsbestem Examen und hochengagiert, bekommt jedoch auf Grund der allgemeinen Vorurteile gegen ihre Roma-Zugehörigkeit keine Chance.
Das ungleiche Team übernimmt die Pflichtverteidigung der verstörten Joana Soares, die ihren Mann ermordet haben soll. Dessen als Paket verschnürte Leiche ist an der Küste angespült worden, der Episodentitel bezieht sich darauf.
Die beiden Anwälte glauben jedoch nicht an die Schuld ihrer Mandantin und stoßen bei ihren Ermittlungen auf eine Verstrickung des Toten in einen mafiösen Handel mit Krebsmedikamenten. Dabei erfahren sie den Widerstand der eingeschüchterten Familie ihrer Mandantin und des Mafiabosses Tiago Zarco. Zudem scheint eine besondere Feindschaft Eduardo Silva und den kühlen Staatsanwalt Júlio dos Santos zu verbinden.

### Folge 2Alte Rechnungen
Silva will dem Mafiaboss Zarco nun endlich das Handwerk legen. Silvas Assistentin Amaya hat Mühe, Silva von seinen Racheplänen abzubringen, die dessen Anwaltszulassung und damit seine Existenz gefährden.

### Folge 3Dunkle Spuren
Eduardo Silva übernimmt die Verteidigung des Kleiderfabrikanten Alves, der nach der Explosion seiner Fabrik des Versicherungsbetruges bezichtigt wird. Silva, der noch immer am Verlust seiner Frau leidet, fühlt mit Alves, der sich um seine todkranke Ehefrau kümmert, und möchte ihm helfen.
Silvas Assistentin Marcia glaubt jedoch nicht an die Unschuld des Unternehmers, und Hinweise u. a. auf gefälschte Markenkleidung mit Verstrickungen ihres Onkels veranlassen sie, auf eigene Faust zu ermitteln.
Dona Beatriz, die Vermieterin Silvas, verliert ihre kleine Herberge in Folge einer Nachlässigkeit Silvas. Sie ist tief enttäuscht von Silva, der nun notgedrungen in der Wohnung seiner Referendarin Marcia Unterschlupf findet.

### Folge 4Feuerteufel
Bei einem Waldbrand im Umland von Lissabon kommt ein junger Mann aus einem benachbarten Rehabilitationscamp um. Das Camp wird vom Sozialarbeiter Gonçalo Postiga geleitet, einem alten Bekannten Silvas. Einer der dortigen Jugendlichen gerät unter erdrückenden Brandstiftungs- und Mordverdacht. Auf Wunsch Postigas übernimmt Silva die Verteidigung des Verdächtigen.
Im Spannungsfeld zwischen Brandstiftungsverdächtigen, Windenergieunternehmen und einer Reihe persönlicher Bedrohungen von verschiedenen Beteiligten kommen Silva und seine Assistentin Marcia der überraschenden Wahrheit auf die Spur. Daneben belastet seine unerwartet in Lissabon aufgetauchte Tochter Silvas Gemüt, der gleichzeitig bemüht ist, seiner ehemaligen Vermieterin Dona Beatriz einen Ersatz für ihre verlorene Pension zu besorgen.

## Episodenliste
| Nr. | Originaltitel            | Erstausstrahlung D | Regie            | Drehbuch                            | Zuschauer (DE)                            |
| --- | ------------------------ | ------------------ | ---------------- | ----------------------------------- | ----------------------------------------- |
| 1   | Der Tote in der Brandung | 5. Apr. 2018       | Sibylle Tafel    | Patrick Brunken, Kai-Uwe Hasenheit  | 5,77 Mio. Zuschauer (Marktanteil: 17,9 %) |
| 2   | Alte Rechnungen          | 12. Apr. 2018      | Martin Eigler    | Sönke Lars Neuwöhner, Sven Poser    | 4,57 Mio. Zuschauer (MA: 14,9 %)          |
| 3   | Dunkle Spuren            | 28. März 2019      | Jens Wischnewski | Kathrin Richter, Jürgen Schlagenhof | 4,45 Mio. Zuschauer (MA: 14,3 %)          |
| 4   | Feuerteufel              | 4. Apr. 2019       | Jens Wischnewski | Sönke Lars Neuwöhner, Sven Poser    | 4,62 Mio. Zuschauer (MA: 15,0 %)          |
| 5   | Zum Schweigen verurteilt | 19. Nov. 2020      | Tim Trageser     | Thomas Freundner, Horst Freund      | 4,86 Mio. Zuschauer (MA: 14,8 %)          |
| 6   | Die verlorene Tochter    | 26. Nov. 2020      | Tim Trageser     | Sönke Lars Neuwöhner, Sven Poser    | 4,36 Mio. Zuschauer (MA: 13,6 %)          |

## Hintergrund
Die Produktionsfirma Polyphon Pictures produziert die Krimireihe für die ARD Degeto. Die Dreharbeiten zu den ersten Folgen fanden im September/Oktober 2016 und 2017 in Lissabon statt. Der Lissabon-Krimi reiht sich ein in die traditionellen Donnerstags-Krimireihen der ARD.
Die Zusammenarbeit zwischen deutschen und portugiesischen Darstellern gestaltete sich trotz der drei an den Filmsets gesprochenen Sprachen (Deutsch, Portugiesisch und als gemeinsame Verständigungssprache Englisch) problemlos. So zeigten sich die beiden deutschen Hauptdarsteller nicht nur von der ruhigen Atmosphäre und dem Licht in der Stadt beeindruckt, sondern auch von den portugiesischen Nebendarstellern und der problemlosen und herzlichen Atmosphäre zwischen allen Schauspielern. Die Wahl Lissabons als Drehort einer neuen Donnerstagskrimireihe trage auch der stark steigenden touristischen Bedeutung der Stadt Rechnung.

## Rezeption
Die erste Folge des Lissabon-Krimis erreichte den Tagessieg bei den Einschaltquoten. 5,77 Mio. Zuschauer (17,9 % Marktanteil) sahen die Episode am 5. April 2018.
Die Kritik lobte die schönen Bilder und gelungenen Kamerafahrten, kritisierte jedoch zum Teil, dass dem Charme und den Sehenswürdigkeiten Lissabons zu wenig Raum eingeräumt wurde und Lissabon kein glaubwürdiger Ort für gewalttätige Kriminalfälle sei. Auch der verstrickt angelegte, sich am Ende aber vergleichsweise einfach darstellende Fall wurde teils bemängelt. Die schauspielerischen Leistungen erhielten wie die Kameraarbeit dagegen durchgehend Lob.
Die FAZ-Kritikerin Heike Hupertz lobte die Kameraarbeit sowie die Filmkomponisten, monierte hingegen die „durcherzählte Degeto-Routine“ der Drehbuchautoren und der Regisseurin der ersten Episode.